# Gauthier Grumier
Gauthier Grumier (n. 29 mai 1984, Nevers, Bourgogne, Franța) este un scrimer francez specializat pe spadă, vicecampion mondial în 2010 și 2015, campion european în 2015. A fost laureat cu bronz la individual și campion olimpic pe echipe la Jocurile Olimpice din 2016 de la Rio de Janeiro. Cu echipa Franței a fost de cinci ori campion mondial și de trei ori campion european. A câștigat de trei ori clasamentul general al Cupei Mondiale de Scrimă.

## Carieră
Grumier a început să practice scrima la vârsta de trei ani cu tatăl său, care este maestru de scrimă. Sora lui, Mathilde, a fost și ea scrimeră de performanță. La vârsta de opt ani Grumier l-a văzut la televizor pe francezul Éric Srecki devenind campion olimpic la Barcelona 1992 și a decis să „facă același lucru”.
A fost vicecampion mondial la Campionatul Mondial din 2010 de la Paris, după ce a fost învins în finală de estonul Nikolai Novosjolov. A câștigat Cupa Mondială în sezoanele 2008–2009, 2009–2010 și 2014–2015. Cu echipa Franței este cvintuplu campion mondial în 2006, 2009, 2010, 2011 și 2014.
A fost printre favoriți la Jocurile Olimpice de la Londra, dar a pierdut la o tușă în primul tur cu norvegianul Bartosz Piasecki, care în cele din urmă a cucerit argintul. La ediția de la Rio de Janeiro, a ajuns în semifinală, unde a fost invins de ungurul Géza Imre, apoi a trecut de elvețianul Benjamin Steffen în „finala mică”. Astfel a cucerit medalia de bronz, prima medalie olimpică a scrimei franceze de la Beijing 2008 încoace.

## Palmares
Clasamentul la Cupa Mondială
| An  | 2003 | 2004 | 2005 | 2006 | 2007 | 2008 | 2009 | 2010 | 2011 | 2012 | 2013 | 2014 | 2015 |
| --- | ---- | ---- | ---- | ---- | ---- | ---- | ---- | ---- | ---- | ---- | ---- | ---- | ---- |
| Loc | 64   | 33   | 45   | 18   | 27   | 61   | 1    | 1    | 7    | 13   | 77   | 7    | 1    |

## Legături externe
Materiale media legate de Gauthier Grumier la Wikimedia Commons
- Prezentare Arhivat în 15 august 2016, la Wayback Machine. la Confederația Europeană de Scrimă
- en Gauthier Grumier la Olympedia.org